# Aeroportul Rochester
Aeroportul Rochester (IATA: RCS, ICAO: EGTO) este un aeroport din Anglia, Regatul Unit.
Situat la o altitudine de 130 m, aeroportul dispune de 3 piste. Este operat de Medway Council⁠(d).

## Infrastructură

### Piste
Aeroportul dispune de 3 piste: 
- pista 02L/20R din Iarbă, cu dimensiunile 830 m × 32 m
- pista 02R/20L din Iarbă, cu dimensiunile 684 m × 21 m
- pista 16/34 din Iarbă, cu dimensiunile 964 m × 35 m